# Tonto Creek
Der Tonto Creek ist ein 116,7 km langer Fluss im Mogollon-Rim-Gebiet im Bundesstaat Arizona am Nordrand des Tonto National Forest. Die nächstgelegene Stadt, Payson, ist 29 km entfernt. Der Tonto Creek ist ein ganzjährig fließender Bach, der knapp unterhalb des Mogollon Rim am Nordrand des Tonto National Forest beginnt. Der Bach setzt seinen Abstieg durch das Hellsgate-Wilderness-Gebiet fort und mündet schließlich in ein breites Tal in der Sonora-Wüste. Er fließt weiter durch die Wüste und mündet am Nordende des Theodore Roosevelt Lake in den Salt River.

## Fischarten
Zu den Fischen im Bach gehören Regenbogenforellen, Bachforellen und Bachsaiblinge.